# Templo Zu Lai
Templo Zu Lai (em chinês, 如來寺) é o maior templo budista da América Latina, com 10 000 metros quadrados de área construída, ocupando um terreno com 150 000 metros quadrados. Inaugurado em 5 de outubro de 2003, ele está localizado no município de  Cotia, com acesso pela Rodovia Raposo Tavares.
Ligado ao monastério Fo Guang Shan, com raiz no Budismo Mahayana, o Templo Zu Lai tem como objetivo manter a tradição da natureza búdica, deixando-a ao alcance de todos. Seus frequentadores utilizam os ensinamentos do Budismo Humanista com o objetivo de ensinar os princípios do monastério Fo Guang Shan, divulgando o Budismo através da educação, cultura, filantropia e purificação espiritual.

## História

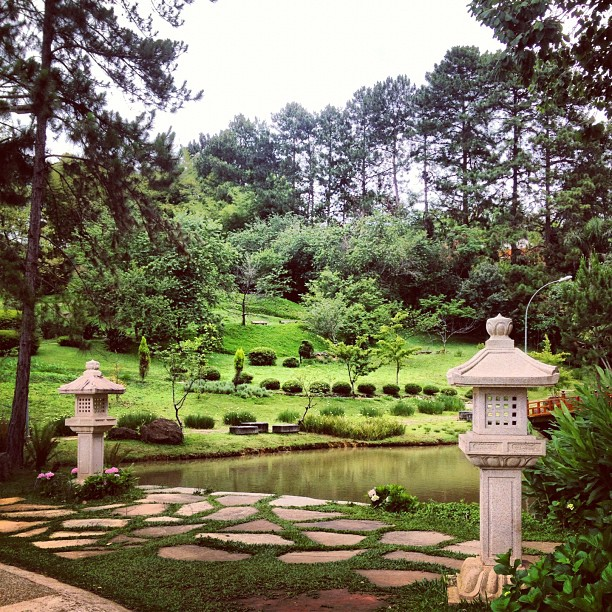
Jardins e lago do Templo.

Em 1992 o venerável mestre Hsing Yün veio ao Brasil, a convite de um templo da cidade de São Paulo, para uma cerimônia. Um discípulo presente perguntou se ele não poderia deixar um monge de sua comitiva no país para que os ensinamentos tivessem continuidade. A monja Jue Cheng (Mestra Sinceridade) se dispôs a ficar e iniciar o projeto, ganhando posteriormente o nome Mestra Sinceridade.
O discípulo que pediu ao mestre que deixasse um monge no Brasil doou uma casa em um sítio para que os trabalhos fossem realizados. Não muito pequena, tornou-se um espaço para as cerimônias, cultos e ritos. Quatro anos mais tarde o número de seguidores passava de cem, o que levou a necessidade de se ampliar o espaço. Apesar da reforma feita, o local ainda não apresentava condições para abrigar os seguidores, então optou-se pela construção de um templo maior.
Como os arquitetos brasileiros envolvidos no projeto não conheciam a arquitetura de um templo, a mestra Sinceridade montou uma equipe que viajou à China com o objetivo de conhecer os templos da Dinastia Tang. A pedra fundamental foi lançada em 1999. Como as telhas e o parapeito do templo precisavam ser importadas da China, já que na época ninguém no Brasil fazia este tipo trabalho, os recursos foram insuficientes para que as obras tivessem início imediato, o que adiou a inauguração do Templo Zu Lai para outubro de 2003.

## Significado
Zu Lai provém da tradução, do  chinês para o português, de um termo que significa tathāgata (“aquele que assim foi/veio”).